# Stade Lalla Setti
Stade Lalla Setti – stadion lekkoatletyczny w Tilimsanie, w Algierii. Został otwarty 29 czerwca 2010 roku.
Stadion został otwarty przy okazji rozegranych na nim w dniach 29 czerwca – 1 lipca 2010 roku młodzieżowych mistrzostw Algierii w lekkiej atletyce.
W dniach 5–8 maja 2016 roku na stadionie odbyły się juniorskie mistrzostwa krajów arabskich w lekkiej atletyce. W dniach 29 czerwca – 2 lipca 2017 obiekt gościł także lekkoatletyczne mistrzostwa Afryki juniorów.